# Steve Jones
Stephen Phillip Jones (Londres, Inglaterra, 3 de septiembre de 1955), más conocido como Steve Jones, es un guitarrista británico reconocido mundialmente por ser cofundador de la banda punk Sex Pistols.

## Biografía
Steve Jones nació en Sheperd's Bush, Londres. Ha afirmado que su estilo de tocar la guitarra proviene de Ron Asheton (The Stooges), Dave Davies (The Kinks), Mick Ronson (David Bowie), Pete Townshend (The Who) y principalmente de Johnny Thunders de los New York Dolls (Donde en alguna ocasión Jones admitió con vergüenza lo mucho que copió el estilo de guitarra de Thunders para los Sex Pistols), además sus primeras influencias en el glam rock fueron iconos como David Bowie, T. Rex y Roxy Music. Es hijo único, de un boxeador amateur que abandonó a su familia cuando Jones tenía tan solo dos años.
Hasta los doce años se crio en Hammersmith con su madre, que trabajaba en una peluquería, y sus abuelos. Se mudaron a Benbow Road en Sheperd's Bush con su padrastro, donde vivían en un sótano con una habitación. Jones nunca tuvo una buena relación con su padrastro, que se ganaba la vida fabricando cocinas eléctricas. De adolescente Jones se volvió cleptómano, de hecho los equipos usados en las grabaciones de Sex Pistols fueron robados a David Bowie durante su gira en Londres. El propio Malcolm McLaren, quien fue mánager de los Pistols, declaró que decidió representar al grupo por miedo a que Steve le robara. (cita requerida)
Tras la separación de los Sex Pistols, Jones continuó trabajando como músico de sesión por un tiempo, hasta llegó a formar parte de la banda de Iggy Pop. En 1987 lanzó Mercy, su primer disco solista y en 1989 Fire and Gasoline, con Ian Astbury, Nikki Sixx y Axl Rose, ambos con un sonido completamente distanciado del punk.
En 1996, formó un nuevo grupo llamado Neurotic Outsiders junto a John Taylor de Duran Duran, Matt Sorum y Duff McKagan de Guns N' Roses. La banda grabó un solo álbum pero se juntó para realizar diferentes giras en reiteradas oportunidades.
En 2007, Jones se reunió junto a Johnny Rotten, Glen Matlock y Paul Cook con Sex Pistols, quienes continúan realizando ocasionalmente conciertos hasta la fecha.
En 2015, la revista Roling Stone ubicó a Jones en el puesto #97, en su segunda lista "Los 100 mejores guitarristas más grandes de todos los tiempos".

## Discografía
| Disco                                           | Banda              | Año  | Grabación    |
| ----------------------------------------------- | ------------------ | ---- | ------------ |
| Never Mind the Bollocks, Here's the Sex Pistols | Sex Pistols        | 1977 | Estudio      |
| The Great Rock 'n' Roll Swindle                 | Sex Pistols        | 1979 | Banda sonora |
| Natural Born Killer                             | Sham Pistols       | 1979 | Estudio/vivo |
| I Didn't See it Coming                          | The Professionals  | 1981 | Estudio      |
| Chequered Past                                  | Chequered Past     | 1982 | Estudio      |
| Mercy                                           | Steve Jones        | 1987 | Estudio      |
| Fire and Gasoline                               | Steve Jones        | 1989 | Estudio      |
| Filthy Lucre Live                               | Sex Pistols        | 1996 | En vivo      |
| Neurotic Outsiders                              | Neurotic Outsiders | 1996 | Estudio      |
| The Steve Jones Collective Vol. 1               | Steve Jones        | 2004 | Estudio      |
| Lost My Brain (Once Again)                      | Cyco Miko          | 2001 | Estudio      |

## Filmografía
- The Great Rock 'n' Roll Swindle (1980)
- Punk and Its Aftershocks (1980)
- D.O.A. (1980)
- Ladies and Gentlemen, The Fabulous Stains (1981)
- Roseanne (1994) One Episode
- Mascara (1999)
- Four Dogs Playing Poker (2000)
- The Filth and the Fury (2000)
- 25 Years of Punk (2001)
- Classic Albums: Sex Pistols - Never Mind the Bollocks, Here's the Sex Pistols (2002)
- Hooligans & Thugs: Soccer's Most Violent Fan Fights (2003)
- Punk: Attitude (2005)
- Played (2006)
- The Dog Problem (2006)
- Cutlass (2007)
- Amazing Journey: The Story of the Who (2007)
- Californication (2013)
- Saturday Night Live (2013)
- A.P. Bio (2018)